# Broderipia
Broderipia là một chi ốc biển, là động vật thân mềm chân bụng sống ở biển trong họ Trochidae, họ ốc đụn.

## Các loài
Các loài trong chi Broderipia gồm có:
- Broderipia rosea (Broderip, 1834)[2]
- Broderipia subiridescens (Pilsbry, 1890)[3]